# Scottish Division One 1905-1906
La Scottish Division One 1905-1906 è stata la 16ª edizione della massima serie del campionato scozzese di calcio, disputato tra il 19 agosto 1905 e il 12 maggio 1906 e concluso con la vittoria del Celtic al suo sesto titolo, il secondo consecutivo.
Capocannoniere del torneo è stato Jimmy Quinn (Celtic) con 20 reti.

## Stagione
Il campionato fu allargato a 16 squadre, dunque parteciparono le quattordici della precedente stagione più le neopromosse dalla Scottish Division Two, Aberdeen e Falkirk, entrambe esordienti in Division One. In vista di un futuro ulteriore allargamento a 18 squadre, non furono previste retrocessioni.
Il Celtic vinse il campionato alla penultima partita, battendo 0-6 il Queen's Park. All'ultima giornata prevalse anche sugli Hearts per 1-0, per quanto l'incontro fosse ormai ininfluente per la classifica.

## Classifica finale
Fonte:
|  | Pos. | Squadra               | Pt | G  | V  | N  | P  | GF | GS |
|  | ---- | --------------------- | -- | -- | -- | -- | -- | -- | -- |
|  | 1.   | Celtic                | 49 | 30 | 24 | 1  | 5  | 76 | 19 |
|  | 2.   | Hearts                | 43 | 30 | 18 | 7  | 5  | 64 | 27 |
|  | 3.   | Airdrieonians         | 38 | 30 | 15 | 8  | 7  | 53 | 31 |
|  | 4.   | Rangers               | 37 | 30 | 15 | 7  | 8  | 58 | 48 |
|  | 5.   | Partick Thistle       | 36 | 30 | 15 | 6  | 9  | 44 | 40 |
|  | 6.   | Third Lanark          | 34 | 30 | 16 | 2  | 12 | 62 | 38 |
|  | 6.   | Dundee                | 34 | 30 | 11 | 12 | 7  | 40 | 33 |
|  | 8.   | St. Mirren            | 31 | 30 | 13 | 5  | 12 | 41 | 37 |
|  | 9.   | Motherwell            | 26 | 30 | 9  | 8  | 13 | 50 | 64 |
|  | 9.   | Morton                | 26 | 30 | 10 | 6  | 14 | 35 | 54 |
|  | 11.  | Hibernian             | 25 | 30 | 10 | 5  | 15 | 35 | 40 |
|  | 12.  | Aberdeen              | 24 | 30 | 8  | 8  | 14 | 36 | 48 |
|  | 13.  | Falkirk               | 23 | 30 | 9  | 5  | 16 | 52 | 68 |
|  | 14.  | Kilmarnock            | 20 | 30 | 8  | 4  | 18 | 46 | 68 |
|  | 14.  | Port Glasgow Athletic | 20 | 30 | 6  | 8  | 16 | 38 | 68 |
|  | 16.  | Queen's Park          | 14 | 30 | 5  | 4  | 21 | 41 | 88 |

Legenda:
      Campione di Scozia.
Regolamento:
Due punti a vittoria, uno a pareggio, zero a sconfitta.
Vigeva il pari merito. In caso di arrivo a pari punti per l'assegnazione del titolo o per i posti destinati alla rielezione automatica era previsto uno spareggio.